# استانیسلاف گروف
استانیسلاف گروف (چکی: Stanislav Grof؛ زادهٔ ۱ ژوئیهٔ ۱۹۳۱) دانشمند در زمینه روان‌شناسی اهل جمهوری چک است.